# ISO 3166-2:2003-09-05
ISO 3166-2:2003-09-05 désigne un ancien bulletin de mise à jour de la norme ISO 3166-2:1998, aujourd'hui obsolète.
Cet article reprend les informations obsolètes du bulletin d'information n° I-5 (modifications au 5 septembre 2003), d'une version également obsolète de la norme ISO 3166-2, à savoir : la première édition de 1998.
Ces informations sont donc depuis 2007 obsolètes. Il convient de se référer à la version 2007 de la norme ISO 3166-2 (notée « ISO 3166-2:2007 ») et à ses bulletins de mise à jour successifs (cf. infra : sections « Sources » et « Articles connexes »).

## Données ajoutées (pour mémoire)
1 pays était concerné par cette mise à jour aujourd'hui obsolète :
- CS (Serbie-et-Monténégro)

## Données modifiées (pour mémoire)
10 pays étaient concernés par cette mise à jour aujourd'hui obsolète :
| - BW (Botswana) - CH (Suisse) - CZ (République tchèque) - LY (Libyenne, Jamahiriya arabe) - MY (Malaisie) |  | - SN (Sénégal) - TN (Tunisie) - TZ (Tanzanie, République-Unie de) - UG (Ouganda) - VE (Venezuela) |

## Données supprimées (pour mémoire)
1 pays était concerné par cette mise à jour aujourd'hui obsolète :
- YU (Yougoslavie)

## Sources
- iso.org Codes des noms de pays - ISO 3166.
- iso.org Mises à jour de l'ISO 3166
- iso.org Plateforme de consultation en ligne (OBP, remplace l'ancien tableau de décodage)
- unstats.un.org Division statistique des Nations unies – Norme de codage des pays ou régions à usage statistique (inclut les codets à trois lettres de l’ISO 3166, et numériques : codets communs à ISO 3166-1 et codets de regroupements propres à la norme UN M.49).